# Robert Starer
Robert Starer (8 janvier 1924, Vienne – 22 avril 2001, Kingston (New York)) est un compositeur et pianiste américain d'origine autrichienne.

## Biographie
Robert Starer commence à étudier le piano à 4 ans et poursuit ses études à l'Académie de musique et des arts du spectacle de Vienne. À la suite du plébiscite de 1938 où l'Autriche a voté pour l'annexion par l'Allemagne nazie, Starer part pour la Palestine où il étudie à l'Académie de musique et de danse de Jérusalem auprès de Josef Tal. Durant la Seconde Guerre mondiale, il sert dans la British Royal Air Force, et en 1947 il s'installe aux États-Unis, où il étudie la composition à la Juilliard School de New York. Il est élève de Aaron Copland en 1948, et reçoit un diplôme de Juilliard en 1949. Il devient citoyen américain en 1957.
Il enseigne ensuite à la Juilliard School, au Brooklyn College et au Graduate Center de l'Université de la ville de New York, où il devient professeur en 1986. Il vit à Woodstock avec sa femme et son fils jusqu'à sa mort. Il a également vécu une trentaine d'années avec l'écrivain Gail Godwin, avec qui il a collaboré sur quelques livrets d'opéra.
Starer était prolifique et a composé dans de nombreux genres différents. Sa musique se caractérise par un chromatisme et une rythmique prépondérante. Ses œuvres vocales, en anglais ou en hébreu, sont particulièrement acclamées par la critique. Il a composé le livret pour le ballet de Martha Graham Phaedra de 1962. Il a également écrit quatre opéras : The Intruder (1956), Pantagleize (1967), The Last Lover (1975) et Apollonia (1979).
Une autre de ses pièces est Even and Odds, pour pianistes débutants.
Il est également connu pour ses pièces intitulées Sketches in Color et son manuel d'entraînement à la lecture à vue Rhythmic Training.
Il est enterré dans le Artists Cemetery de Woodstock.